# Клаудов овес
Клаудовият овес (Avena clauda) е вид растение от семейство Житни (Poaceae).
Таксонът е описан за пръв път от Мишел Шарл Дюрийо дьо Мезонньов през 1845 година.